# Męczennicy z Ugandy
Męczennicy z Ugandy – grupa męczenników, ofiar prześladowań antychrześcijańskich w latach 1885–1887 na terenie obecnej Ugandy, prowadzonych przez króla Mwangę II.
22 męczenników zostało beatyfikowanych przez papieża Benedyka XV 6 czerwca 1920 roku. Tę samą grupę kanonizował Paweł VI 18 października 1964 roku. Najmłodszym męczennikiem jest Kizito, który miał 13 lub 14 lat w chwili męczeństwa. Dwóch męczenników Daudi Okelo i Jildo Irwa z późniejszego okresu zostało beatyfikowanych przez Jana Pawła II. 
Anglikanie czczą natomiast jeszcze biskupa Janani Luwum. Pierwszym katolickim kanonizowanym męczennikiem z tamtego okresu był Józef Mukasa, który chciał nakłonić króla, aby porzucił swoje nawyki alkoholizm i homoseksualizm. Większość (13 męczenników) została zamordowana 3 czerwca 1886 poprzez spalenie na stosie. Ich wspomnienie jest obchodzone 3 czerwca. Głównym miejscem ich kultu jest Sanktuarium Świętych Męczenników z Ugandy w Namugongo.

## Lista męczenników kanonizowanych przez Kościół katolicki
- Achilles Kiwanuka
- Adolf Mukasa Ludigo
- Ambroży Kibuuka
- Anatol Kiriggwajjo
- Andrzej Kaggwa
- Atanazy Bazekukuetta
- Bruno Sserunkuma
- Karol Lwanga
- Dionizy Ssebuggwawo
- Gonzaga Gonza
- Gyavira
- Jakub Buuzaabalyawo
- Jan Maria Muzei
- Józef Mukasa
- Kizito
- Łukasz Banabakintu
- Maciej Lumumba Kalemba
- Mbaga Tuzinde
- Mugagga Lubowa
- Mukasa Kiriwawanvu
- Noe Mwaggali
- Poncjan Ngondwe

## Galeria

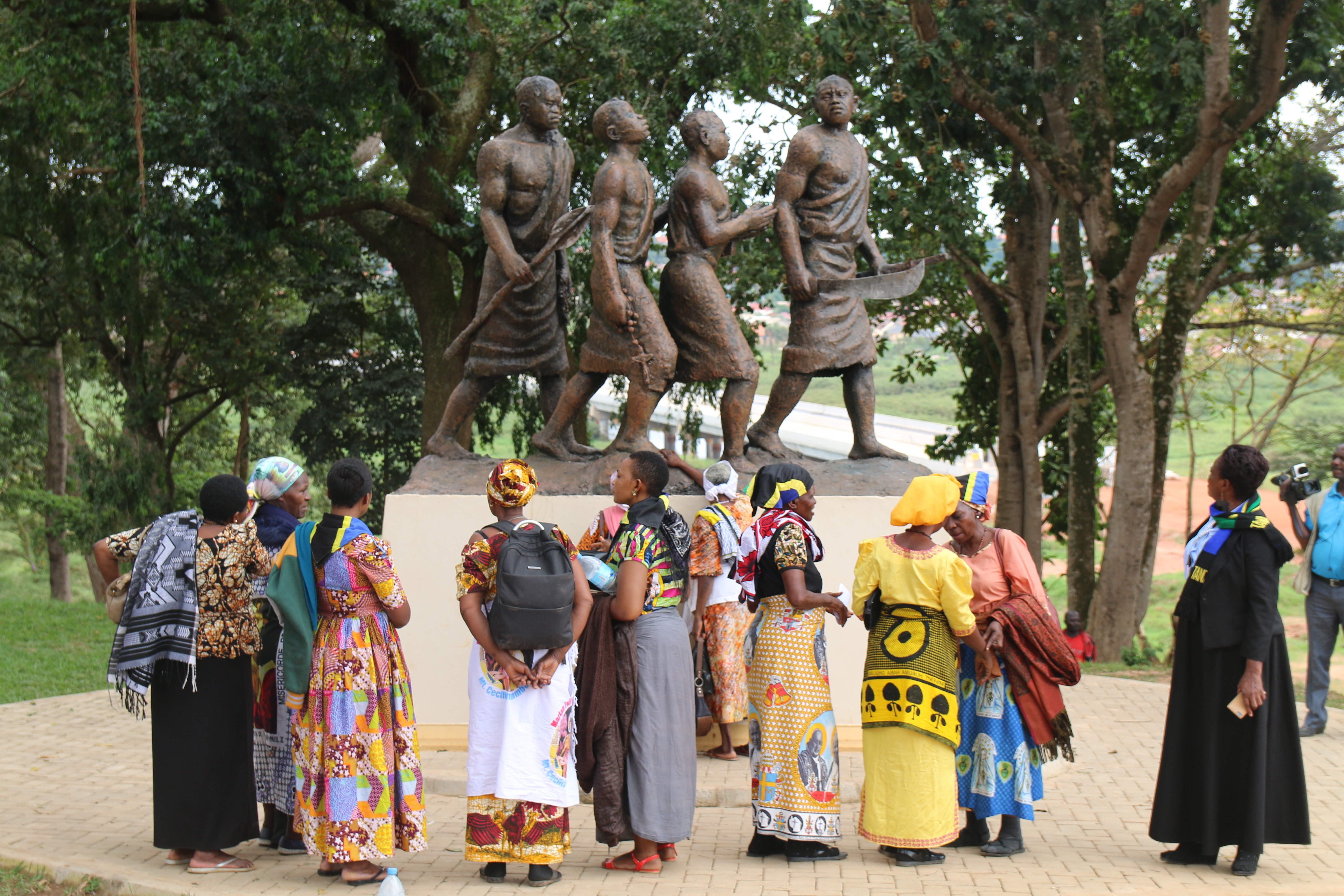
pomnik męczenników w Munyonyo
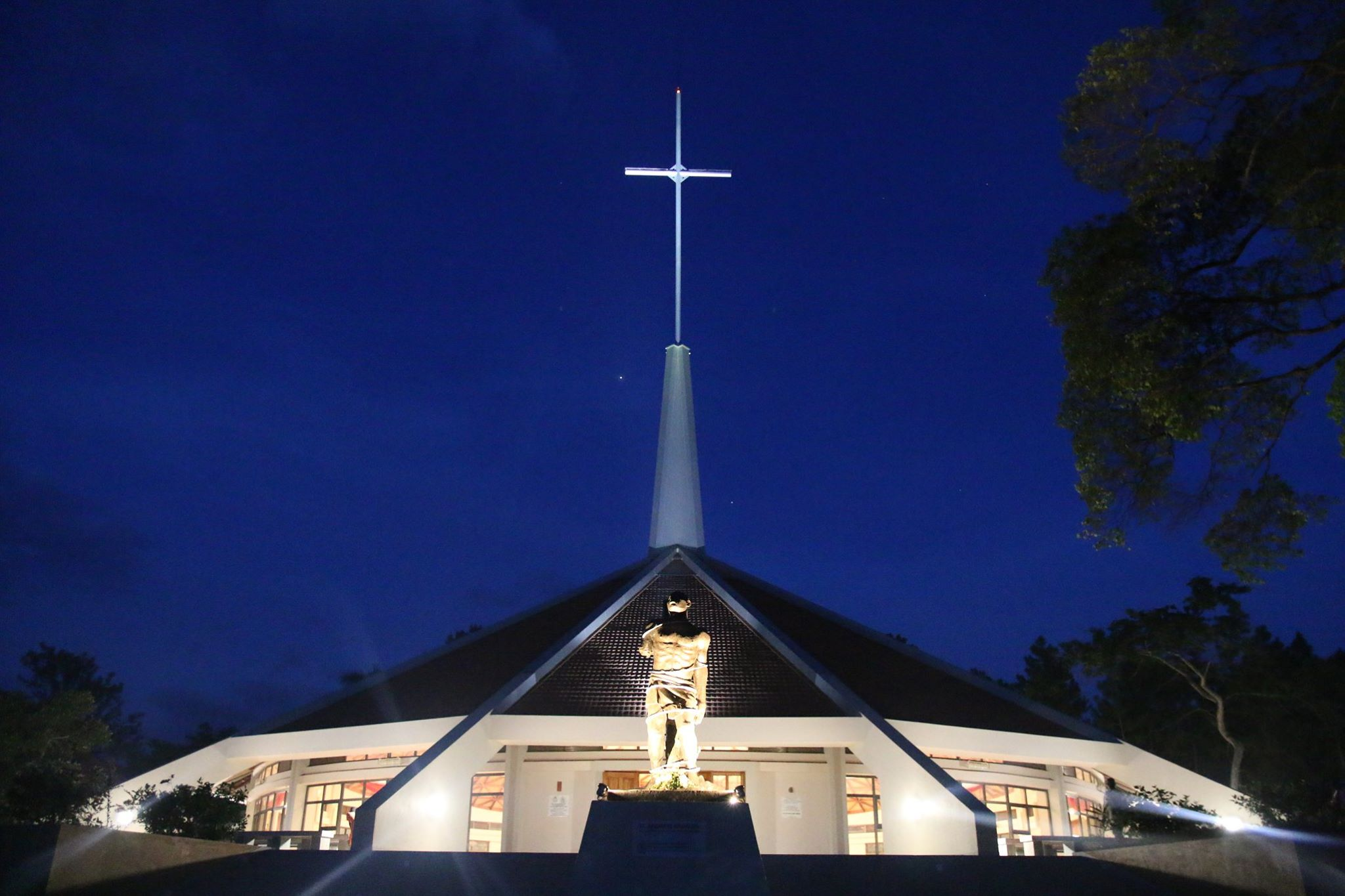
Sanktuarium w Munyonyo zbudowane w dziękczynieniu za kanonizację Karola Lwangi i Towarzyszy
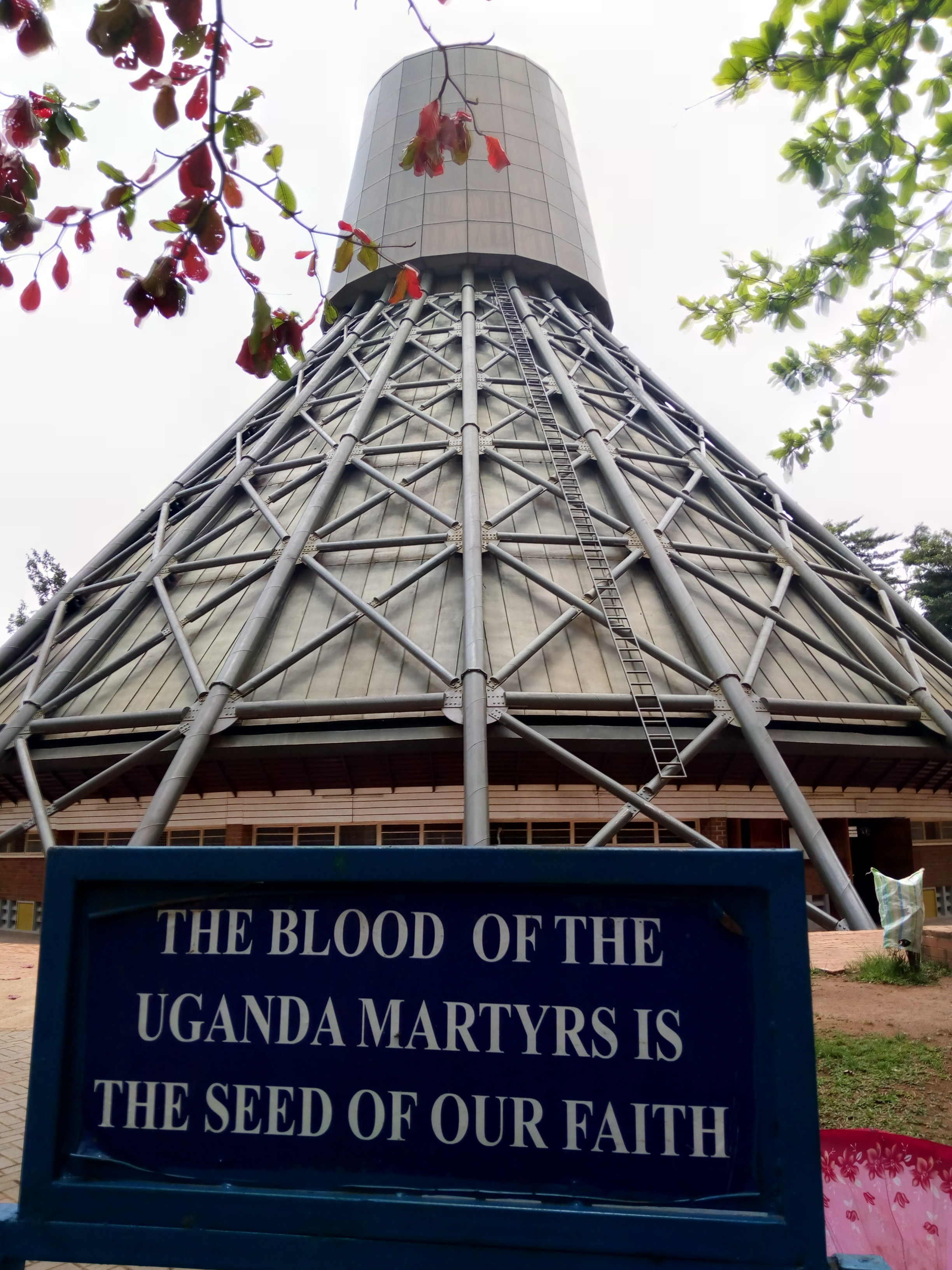
Sanktuarium w Namugongo
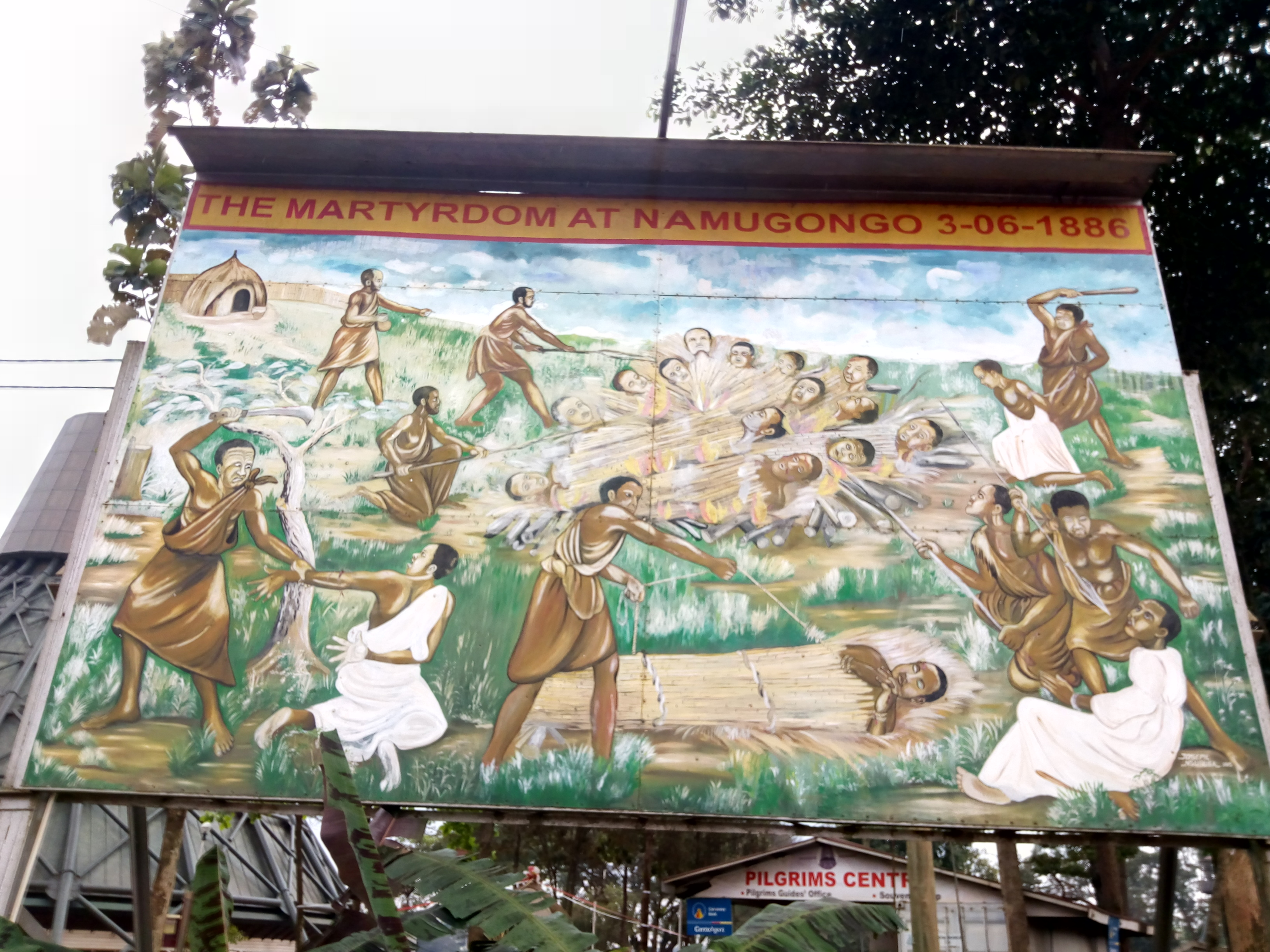
ilustracja przedstawiająca męczeństwo Karola Lwangi i 12 towarzyszy